# FC Machida Zelvia
FC Machida Zelvia (Japans: フットボールクラブ町田ゼルビア, Efu Shī Machida Zerubia) is een Japanse Voetbalclub uit Machida in de prefuctuur Tokyo. De club promoveerde in 2023 als Kampioen van de J2 voor het eerst naar de J1.